# 닌난
닌난(仁安, にんなん/にんあん)은 일본의 연호(元号) 중 하나이다.
- 전후 : 에이만(永万) 이후 - 가오(嘉応) 이전.
- 시기 : 1166년 ~ 1168년
- 천황 : 로쿠조 천황, 다카쿠라 천황
- 태정대신 : 다이라노 기요모리

## 개원(改元)
- 에이만 2년 8월 27일(율리우스력 1166년 9월 23일), 로쿠죠 천황의 즉위에 의해 개원.
- 닌난 4년 4월 8일(율리우스력 1169년 5월 6일), 가오로 개원된다.

## 출전
『모시정의(毛詩正義)』의 「行其寬仁安靜之政以定天下。」

## 서력과의 대조표
| 닌난 | 원년   | 2년    | 3년    | 4년    |
| ---- | ------ | ------ | ------ | ------ |
| 서력 | 1166년 | 1167년 | 1168년 | 1169년 |
| 간지 | 병술   | 정해   | 무자   | 을축   |

## 같이 보기
- 일본의 연호 일람
- 인안(仁安) : 발해의 연호(720년 ~ 737년). 발해 2대 왕 대무예의 치세에 사용된 연호이다.

| 이전 에이만 | 일본의 연호 1166년 ~ 1169년 | 다음 가오 |